# Estaci (prenom)
Estaci (llatí: Statius) fou un praenomen romà i d'altres pobles itàlics, que prové de l'arrel del verb sto 'restar dret', 'ferm'. No fou mai comú a Roma, sinó que fou usat per altres pobles itàlics. Donà nom a la gens Estatília i a la gens Estàcia, segurament a partir d'un avantpassat que portava aquest prenom. S'abrevia St. o Sta., i en els manuscrits es confon sovint amb el praenomen també itàlic Staius.
Era un prenom relativament comú en els territoris de parla osca, car es documenta a llocs com Càpua, el Sàmnium i Messana, i en personatges com el lucà Estaci Estatili, els samnites Estaci Gel·li, Estaci Minaci i Estaci Trebi de Compsa, el campanià Estaci Meti i Estaci Albi Opiànic, de Larínum. Per la seva banda, també era el prenom del poeta Estaci Cecili, de manera que també hauria estat comú al nord d'Itàlia si es confirma que Cecili provenia efectivament d'aquesta zona.
A Roma, en canvi, no era un nom gens comú, i no es va usar fins que no hi arribà de la mà de personatges itàlics. Segons que refereix Aulus Gel·li, a Roma era considerat un nom que, en origen, s'havia donat a persones d'origen servil o esclaus alliberats; aquesta creença es deu al fet que els primers que portaren aquest nom degueren ser presoners de guerra sabèl·lics. Tal vegada per aquest motiu no va ser mai un nom gaire comú a Roma, per bé que es documenta ocasionalment a llocs com Preneste, Pisaure, Capena, el llac Fucino, entre els marses, i a Nola.
A partir de l'època imperial, tots els Estacis que es documenten són de la gens Estàcia, de manera que no es tracta del seu praenomen ans del seu nomen.